# Kuti Reussi no 1

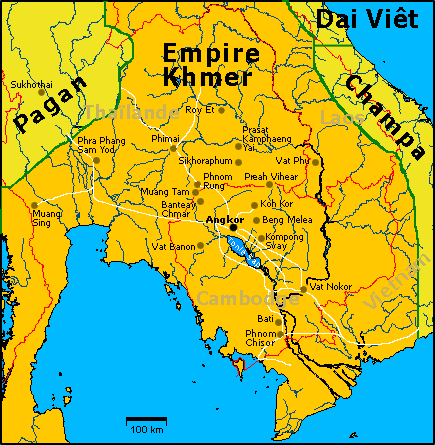
Principaux sites khmers

Kuti Reussi #1 est une chapelle d'hôpital construite par Jayavarman VII  au pied de la montagne sur laquelle se situe le Prasat Phanom Rung, dans la province de Buriram, amphoe de Prakhon Chai.
Selon une inscription découverte à Ta Prohm, le roi Jayavarman VII fit construire 102 Arogayasalas (ou Arogyasalas), des hôpitaux répartis sur l'ensemble de l'empire le long des principales routes. On pense que les Kuti Reussi ou Kuti Rishi (littéralement cellules d'ascètes) de Thaïlande étaient des chapelles situées à proximité de ces hôpitaux. On pense que les hôpitaux eux-mêmes étaient construits en bois. De nombreuses inscriptions en Khmer et en Sanscrit ont été retrouvées à proximité de ces arogayasalas, en rapport avec ces hôpitaux.
Comme la plupart des chapelles d'hôpital de Jayavarman VII, le plan en est très simple : il s'agit d'une petite tour en latérite, avec un porche faisant face à l'est, à l'intérieur d'un enclos comportant un seul gopura.

## Photographies

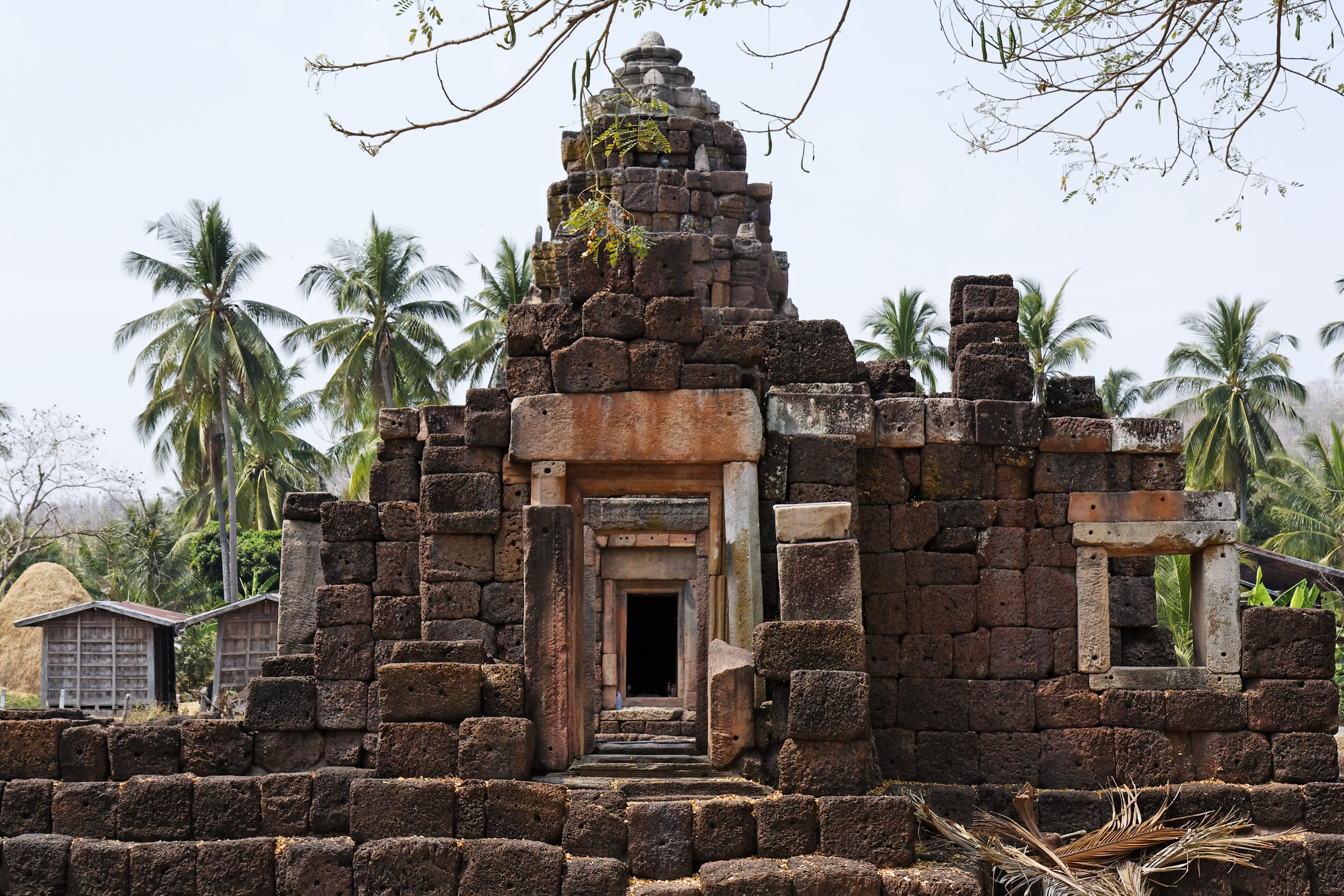
Vue d'ensemble
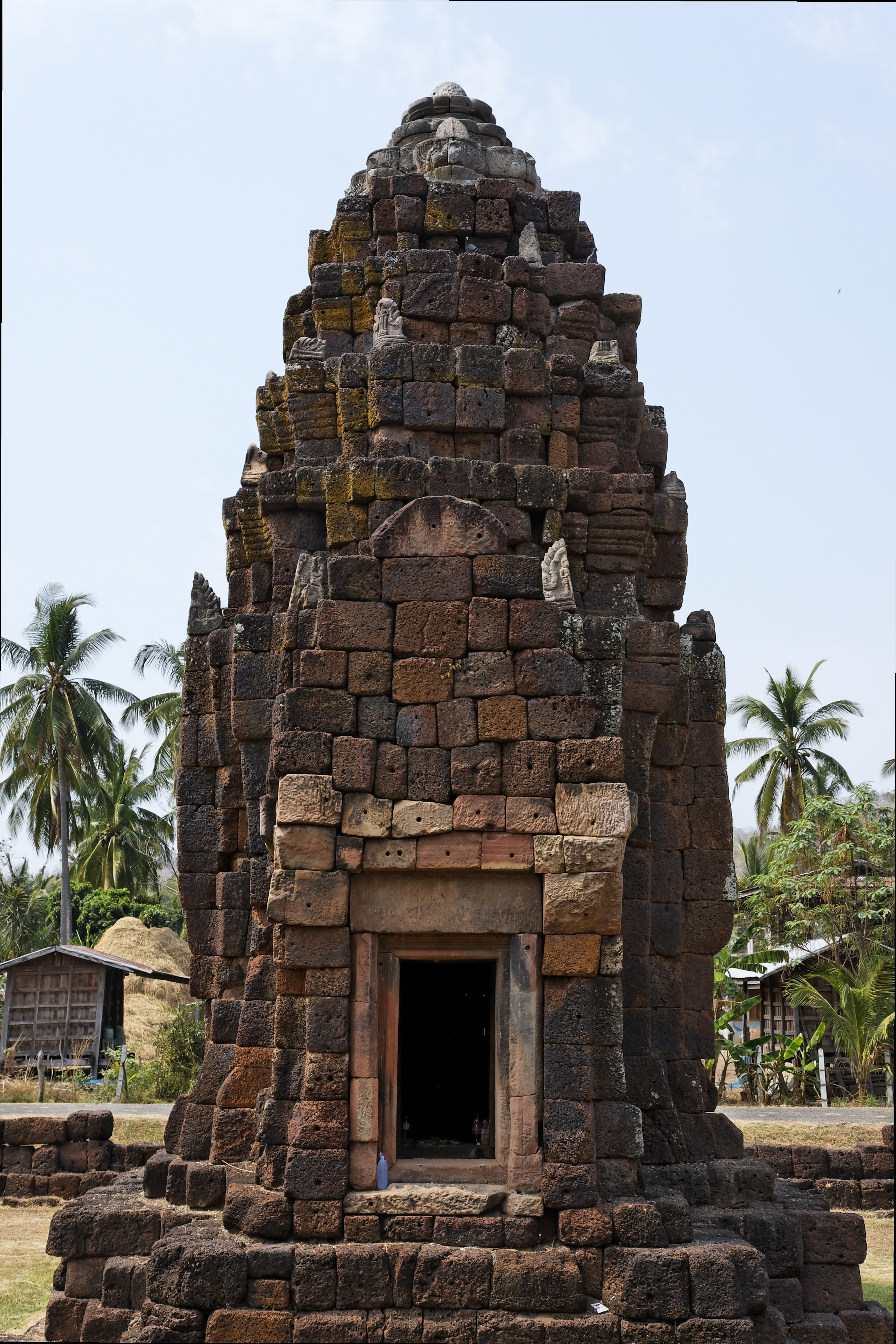
La chapelle et son porche
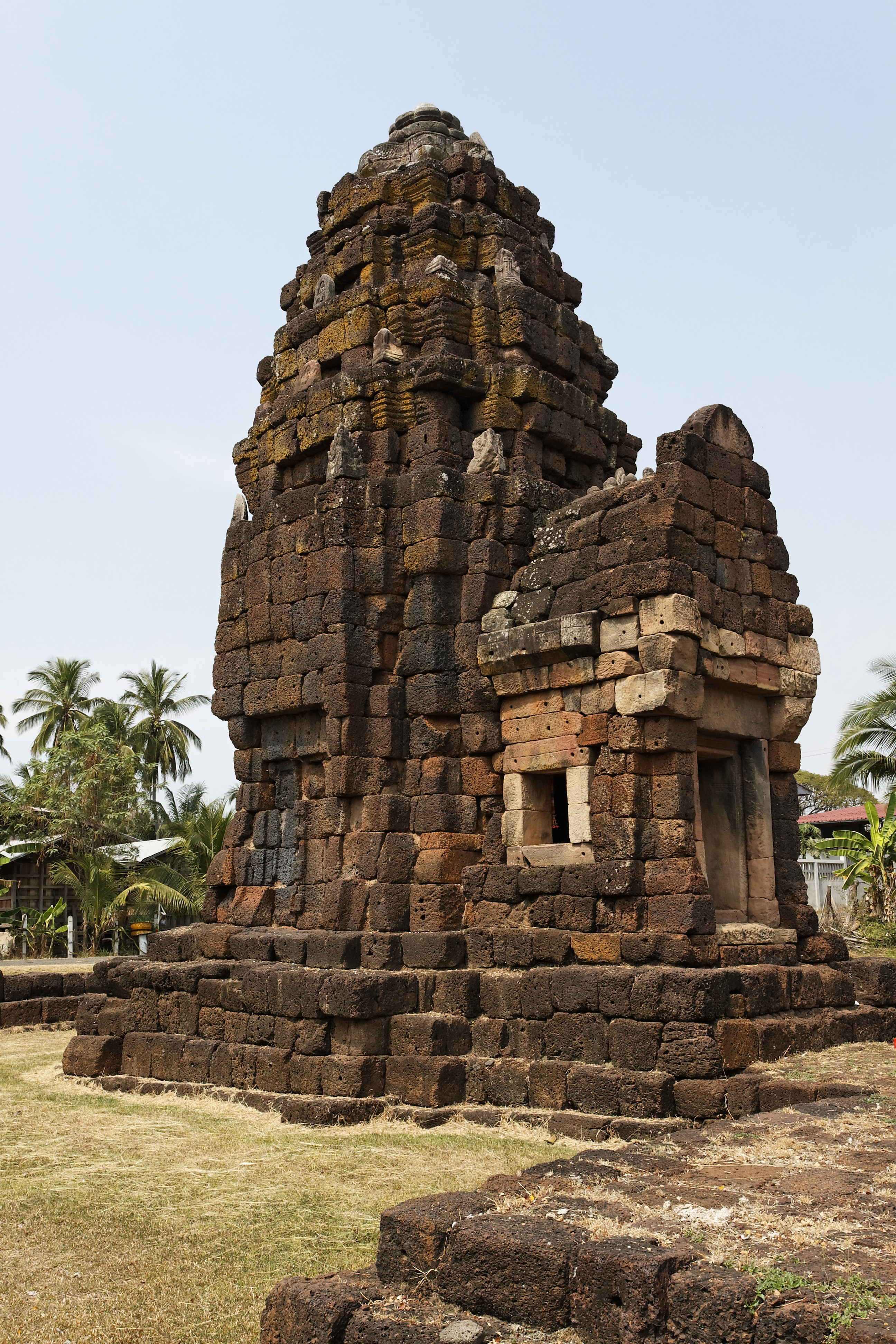
La chapelle et son porche